# Carsten Goehrke
Carsten Goehrke (født 1937) er en tysk historiker, der i en stor del af sit liv var professor i østeuropæisk historie ved Zürich Universitet (siden 1971). 

### Redigerede værker
- Russland. Frankfurt am Main, 1972
- Die baltischen Staaten im Schnittpunkt der Entwicklungen: Vergangenheit und Gegenwart. Basel, 2002
- Wege der Kommunikation in der Geschichte Osteuropas (med Nada Boškovska Leimgruber). Köln, 2002